# De Dijken (waterschap)
De Dijken is een voormalig waterschap in de provincie Groningen.
Het schap was een afsplitsing van het waterschap Tolberterpetten en lag ten noorden van Boerakker aan de noordzijde van de Matsloot. De bemaling sloeg door middel van een in 1952 in de ruilverkaveling Tolberterpetten gesticht gemaal uit op de Matsloot. 
Waterstaatkundig gezien ligt het gebied sinds 1995 binnen dat van het waterschap Noorderzijlvest en is grotendeels ingericht als natuurgebied voor waterbering.